# Видричка (річка)
Видричка — річка в Україні, у Рахівському районі Закарпатської області, ліва притока Білої Тиси (басейн Дунаю).

## Опис
Довжина річки приблизно 6 км. Формується з багатьох безіменних струмків.

## Розташування
Бере початок на південно-східних схилах гори Менчул. Тече переважно на північний схід і у селі Видричка впадає у річку Білу Тису, ліву притоку Тиси.